# Edith Eger
Edith Eva Eger (Košice, 29 settembre 1927) è una psicologa e scrittrice statunitense originaria della Slovacchia. Nata da genitori ebrei ungheresi, è una sopravvissuta all'Olocausto e una specialista nel trattamento del disturbo da stress post-traumatico. Le sue memorie, intitolate The Choice - Embrace the Possible [trad.italiana: La scelta di Edith, edizioni Corbaccio], pubblicate nel 2017, sono diventate un bestseller internazionale. Il suo secondo libro, intitolato The Gift - 12 Lessons to Save Your Life, [trad.italiana: Il coraggio di rinascere. Lezioni di resilienza, edizioni Corbaccio],  è stato pubblicato nel settembre 2020.

## Biografia
Edith Eger è la figlia più giovane di Lajos e Ilona Elefánt, ebrei ungheresi in una zona che si trovava, al momento della sua nascita, in Cecoslovacchia. Suo padre era un sarto. La città natale di Eger, Košice, apparteneva all'Ungheria prima del giugno 1920 e dopo il 1938 e durante quel periodo si chiamava Kassa. Eger ha frequentato il ginnasio e ha preso lezioni di danza classica. Era membro della squadra di ginnastica olimpica ungherese.
Nel 1942 il governo ungherese emanò nuove leggi antiebraiche e fu rimossa dalla squadra di ginnastica. Sua sorella maggiore, Clara, era una violinista ed è stata ammessa al Conservatorio di Budapest. Durante la guerra Clara fu nascosta dal suo insegnante di musica. Sua sorella Magda era una pianista. Nel marzo 1944, dopo l'occupazione tedesca dell'Ungheria, Eger fu costretta a vivere nel ghetto di Kassa con i suoi genitori e Magda. Ad aprile furono costretti a stare in una fabbrica di mattoni con altri 12.000 ebrei per un mese. Nel maggio di quell'anno furono deportati ad Auschwitz. Quando fu selezionata per la camera a gas, fu separata dalla madre da Josef Mengele. Sua madre è stata uccisa nella camera a gas. Nelle sue memorie, Eger racconta che la sera stessa Mengele la fece ballare per lui nella sua caserma. Come "ringraziamento", ha ricevuto una pagnotta che ha condiviso con altre ragazze.

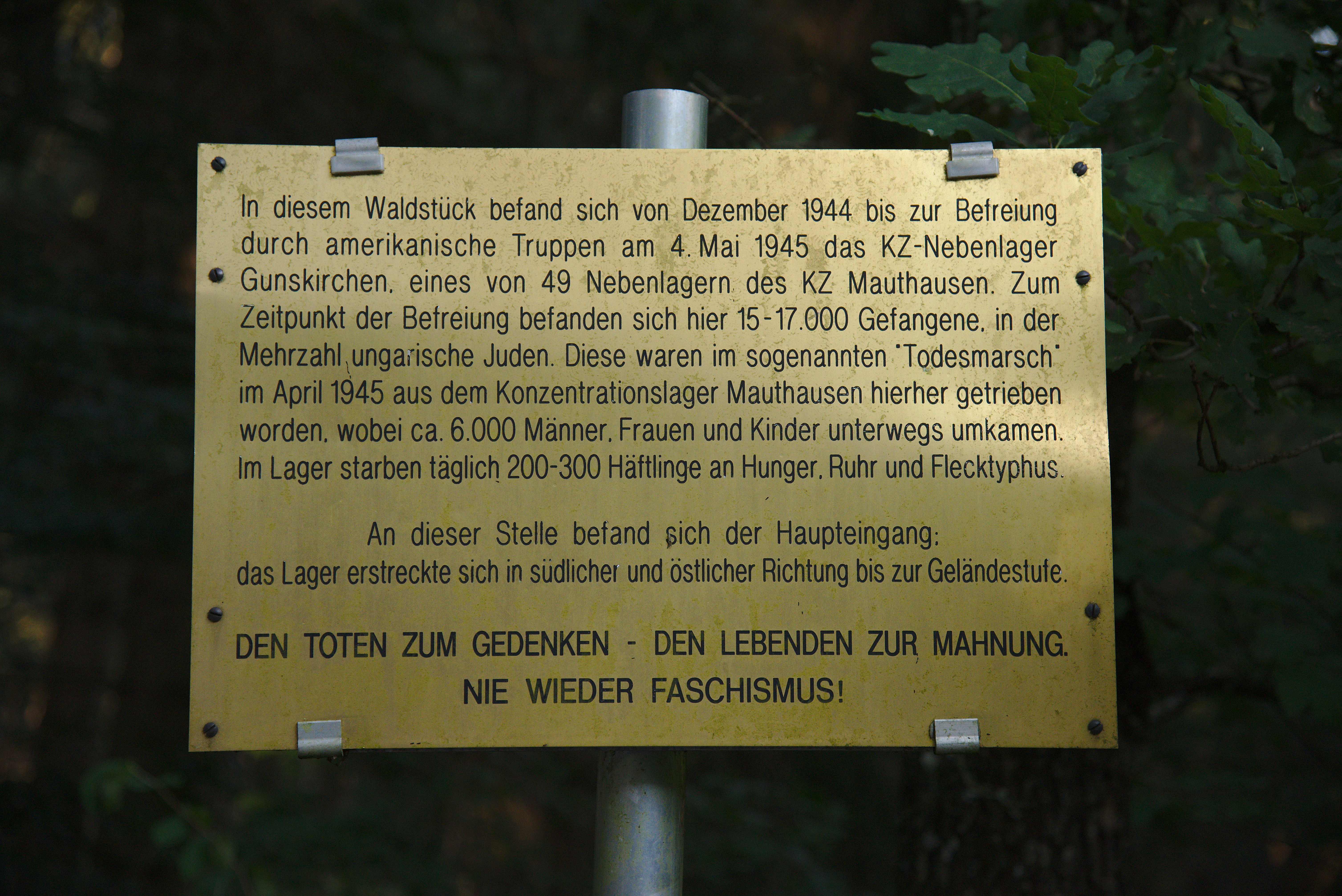
Targa nel paese di Gunskirchen con descrizione delle marce della morte

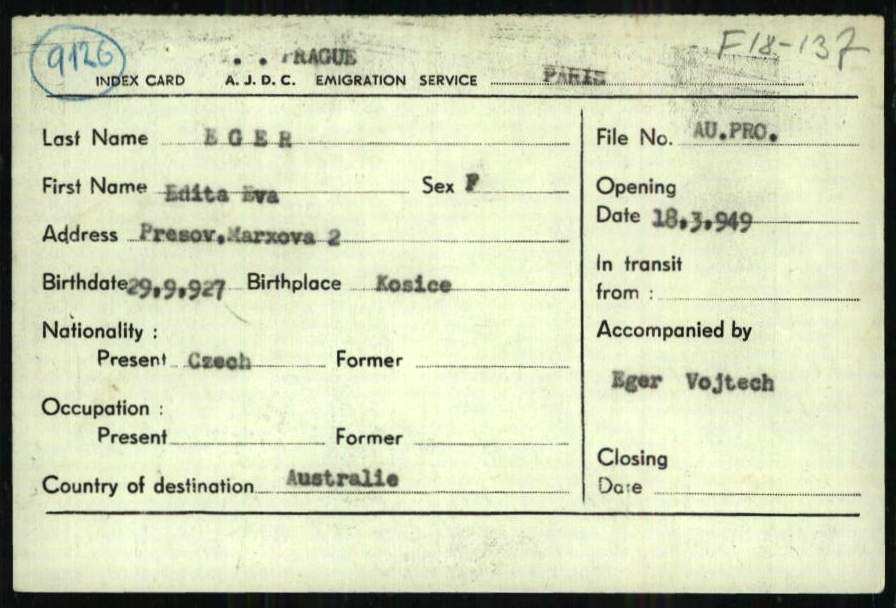
Modulo di registrazione dell'American Jewish Joint Distribution Committee di Edith Eger

Secondo le sue memorie, Eger venne trasferita in vari campi, tra cui Mauthausen. I nazisti evacuarono Mauthausen e altri campi di concentramento con l'avvicinarsi degli americani e dei russi. Eger fu inviata in una "marcia della morte" con sua sorella Magda al campo di concentramento di Gunskirchen, a circa 55 chilometri di distanza. Quando non poté più camminare per la stanchezza, una delle ragazze con cui aveva condiviso il pane di Mengele la riconobbe e la portò avanti insieme a Magda. Le condizioni a Gunskirchen erano così pessime che Eger dovette mangiare erba per sopravvivere, mentre altri prigionieri si dedicarono al cannibalismo. Quando l'esercito americano liberò il campo nel maggio 1945, secondo Eger, fu lasciata come morta tra un certo numero di cadaveri. Racconta che un soldato l'abbia salvata dopo aver visto la sua mano muoversi. Il soldato ha subito cercato assistenza medica e le ha salvato la vita. All'epoca pesava 32 chilogrammi e aveva la schiena rotta, febbre tifoide, polmonite e pleurite.

### Dopo la guerra
Edith e Magda furono ricoverate negli ospedali da campo americani e quindi tornarono a Kassa dove ritrovarono la sorella Clara. I loro genitori e il fidanzato di Edith, Eric, non sopravvissero ad Auschwitz. Edith ha sposato Béla (Albert) Éger, che ha conosciuto in ospedale. Anche lui era un sopravvissuto ebreo che si era unito ai partigiani durante la guerra. Nel 1949, dopo le minacce dei comunisti, fuggirono insieme alla figlia negli Stati Uniti. Lì ha sofferto del trauma della guerra e del senso di colpa della sopravvissuta e non voleva parlare della guerra con i suoi tre figli.
Eger ha stretto amicizia con Viktor Frankl, è andata in terapia e ha conseguito il dottorato di ricerca in psicologia clinica presso l'Università del Texas a El Paso nel 1978. Ha anche ricevuto la licenza per esercitare la professione di psicologa. Ha aperto una clinica terapeutica a La Jolla, in California,  ed ha iniziato a insegnare psicologia alla facoltà dell'Università della California, a San Diego.
Nel 1990, Eger è tornata ad Auschwitz per affrontare le sue emozioni represse. Su sollecitazione di Philip Zimbardo, ha pubblicato le sue esperienze nel suo primo libro The Choice nel 2017.
Nel suo lavoro di psicologa, Eger aiuta i suoi clienti a liberarsi dai propri pensieri e li aiuta a scegliere in definitiva la libertà. The Choice è diventato un bestseller del New York Times e del Sunday Times.  Nel suo secondo libro The Gift (2020) incoraggia il lettore a cambiare i pensieri che, secondo Eger, ci imprigionano e i comportamenti distruttivi che ci ostacolerebbero. Quello che ci succede nella vita non è la cosa più importante alla fine, dice. Piuttosto, la cosa più importante è ciò che facciamo della nostra vita.
Eger è apparsa alla CNN e all'Oprah Winfrey Show.

## Vita privata
Negli Stati Uniti, gli Eger si sono stabiliti prima a El Paso, nel Texas, poi a La Jolla, in California, e hanno avuto altri due figli. La loro figlia Marianne è sposata con Robert Engle, premio Nobel per l'economia. Béla Eger, marito di Edith, morì nel 1993.